# Ichneumon canadicola
Ichneumon canadicola là một loài tò vò trong họ Ichneumonidae.